# Абдул Мунтаким Болкиах
Абдул Мунтаким Болкиах (малайск. Abdul Muntaqim Bulqiah; род. 17 марта 2007, Бандар-Сери-Бегаван) — брунейский принц и футболист, внук султана Хассанала Болкиаха и старший сын наследного принца Аль-Мухтади Билла Болкиаха. Является вторым в очереди на престол Брунея.

## Биография

### Ранние годы
Родился 16 марта 2007 года в семье наследного принца Аль-Мухтади Билла Болкиаха и его супруги принцессы Пенгиран Анак Сары. В честь рождения принца на территории дворца султана Хассанала Болкиаха был произведён салют из 19 пушек.

### Спортивная карьера
Принц учится в Международной школе Брунея и посещает мероприятия, связанные с образовательным учреждением. Принц занимается несколькими видами спорта, участвовал в соревнованиях по плаванию, установив два новых рекорда. Принц играет в баскетбол и футбол, играл за сборную Брунея по футболу до 16 лет.
Дебютировал за ДПММ 1 сентября 2024 года в матче с МС АБДБ — ДПММ выиграл матч со счётом 2:1. 24 ноября 2024 года забил 2 гола в матче с «Виджайей» — ДПММ выиграл матч со счётом 7:0